# 腺点紫金牛
腺点紫金牛（学名：Ardisia lindleyana）为紫金牛科紫金牛属下的一个种。

## 扩展阅读
- 維基物種上的相關：腺点紫金牛